# Divisiones Regionales de la Región de Murcia 2001-02
Las divisiones regionales de fútbol son las categorías de competición futbolística de más bajo nivel en España, en las que participan deportistas amateur, no profesionales. En la Región de Murcia su administración corre a cargo de las Real Federación de Fútbol de la Región de Murcia. Inmediatamente por encima de estas categorías estaba la Tercera División española.
En la temporada 2001-2002 las divisiones regionales se dividen en Territorial Preferente y Primera Territorial. Los tres primeros clasificados de Territorial Preferente ascendieron directamente al grupo XIII de Tercera División, aunque hubo dos ascensos más por compensación de plazas.

## Territorial Preferente

### Clasificación
|  |     | Equipos de fútbol  | PJ | G  | E  | P  | GF | GC | Dif | Pts |
|  | --- | ------------------ | -- | -- | -- | -- | -- | -- | --- | --- |
|  | 1.  | CD Beniel          | 32 | 22 | 6  | 4  | 67 | 32 | +35 | 72  |
|  | 2.  | Pinatar CF         | 32 | 21 | 2  | 9  | 76 | 33 | +43 | 65  |
|  | 3.  | CD Molinense "B"   | 32 | 17 | 5  | 10 | 56 | 52 | +4  | 56  |
|  | 4.  | Blanca CF          | 32 | 15 | 7  | 10 | 52 | 35 | +17 | 52  |
|  | 5.  | CD Lumbreras       | 32 | 14 | 9  | 9  | 39 | 35 | +4  | 51  |
|  | 6.  | CD Aljorra         | 32 | 14 | 8  | 10 | 35 | 39 | -4  | 50  |
|  | 7.  | CD Cieza           | 32 | 13 | 10 | 9  | 42 | 36 | +6  | 49  |
|  | 8.  | Olímpico de Totana | 32 | 15 | 6  | 11 | 53 | 41 | +12 | 48  |
|  | 9.  | EF San Ginés       | 32 | 10 | 11 | 11 | 36 | 33 | +3  | 41  |
|  | 10. | CD La Unión        | 32 | 11 | 8  | 13 | 41 | 52 | -11 | 41  |
|  | 11. | Muleño CF          | 32 | 11 | 7  | 13 | 48 | 44 | +4  | 40  |
|  | 12. | CD La Manga        | 32 | 10 | 4  | 18 | 43 | 61 | -18 | 34  |
|  | 13. | Orihuela CF "B"    | 32 | 9  | 6  | 17 | 47 | 59 | -12 | 33  |
|  | 14. | Algezares CF       | 32 | 9  | 5  | 18 | 41 | 61 | -20 | 32  |
|  | 15. | EF Zeneta          | 32 | 8  | 8  | 16 | 41 | 55 | -14 | 32  |
|  | 16. | CF Santomera       | 32 | 8  | 8  | 16 | 36 | 53 | -17 | 32  |
|  | 17. | Deportiva Minera   | 32 | 8  | 4  | 20 | 50 | 81 | -31 | 28  |

Pts = Puntos; PJ = Partidos Jugados; G = Partidos Ganados; E = Partidos Empatados; P = Partidos Perdidos; GF = Goles Anotados; GC = Goles Recibidos; Dif = Diferencia de gol
|  | Asciende a Tercera División     |
|  | Desciende a Primera Territorial |

## Primera Territorial

### Clasificación
|  |     | Equipos de fútbol        | PJ | Pts | G  | E  | P  | GF | GC  | Dif |
|  | --- | ------------------------ | -- | --- | -- | -- | -- | -- | --- | --- |
|  | 1.  | ED Javalí Viejo-La Ñora  | 30 | 19  | 8  | 3  | 90 | 45 | +45 | 65  |
|  | 2.  | FB Yecla                 | 31 | 19  | 5  | 7  | 82 | 35 | +47 | 62  |
|  | 3.  | CD Dolores               | 30 | 17  | 7  | 6  | 61 | 36 | +25 | 58  |
|  | 4.  | AD Cehegín Atlético      | 30 | 16  | 9  | 5  | 62 | 42 | +20 | 57  |
|  | 5.  | Moratalla Club de Fútbol | 30 | 14  | 7  | 9  | 64 | 49 | +15 | 49  |
|  | 6.  | El Palmar Atlético       | 30 | 12  | 11 | 7  | 53 | 43 | +10 | 47  |
|  | 7.  | Fútbol Club El Raal      | 30 | 12  | 9  | 9  | 67 | 47 | +20 | 45  |
|  | 8.  | CD Caudete               | 31 | 13  | 5  | 13 | 56 | 56 | 0   | 44  |
|  | 9.  | Club Edeco Fortuna       | 30 | 11  | 9  | 10 | 62 | 55 | +7  | 42  |
|  | 10. | AD Los Alcázares         | 29 | 12  | 4  | 13 | 43 | 54 | -11 | 40  |
|  | 11. | CD Puebla de Soto        | 30 | 9   | 11 | 10 | 51 | 64 | -13 | 38  |
|  | 12. | Universidad de Murcia CF | 29 | 10  | 4  | 15 | 55 | 60 | -5  | 34  |
|  | 13. | EF Torre Pacheco         | 30 | 8   | 8  | 14 | 65 | 59 | +6  | 32  |
|  | 14. | Mazarrón CF "B"          | 30 | 6   | 8  | 16 | 48 | 63 | -15 | 26  |
|  | 15. | UD Horadada "B"          | 30 | 6   | 6  | 18 | 46 | 79 | -33 | 24  |
|  | 16. | UD Paretón               | 30 | 5   | 6  | 19 | 35 | 82 | -47 | 21  |
|  | 17. | Albudeite                | 0  | 0   | 0  | 0  | 0  | 0  | 0   | 0   |
|  | 18. | UD Cañada de Gallego     | 0  | 0   | 0  | 0  | 0  | 0  | 0   | 0   |

Pts = Puntos; PJ = Partidos Jugados; G = Partidos Ganados; E = Partidos Empatados; P = Partidos Perdidos; GF = Goles Anotados; GC = Goles Recibidos; Dif = Diferencia de gol
|  | Asciende a Territorial Preferente |